# Trenčianske Bohuslavice
Trenčianske Bohuslavice (bis 1927 slowakisch „Bohuslavice“; ungarisch Bogoszló – bis 1907 Boguszlávic) ist eine Gemeinde im Westen der Slowakei mit 915 Einwohnern (Stand 31. Dezember 2024), die zum Okres Nové Mesto nad Váhom, einem Teil des Trenčiansky kraj gehört.

## Geographie
Die Gemeinde befindet sich in der Tallandschaft Považské podolie bei der Pforte von Beckov, am linken Ufer des Baches Bošáčka, der in die Waag mündet. Südlich erhebt sich der Berg Turecký vrch (345 m n.m.), im Norden wird der Ort durch den Berg  Hájnica (341 m n.m.) geschützt. Das Ortszentrum liegt auf einer Höhe von 196 m n.m. und ist sechs Kilometer von Nové Mesto nad Váhom sowie 19 Kilometer von Trenčín entfernt.

## Geschichte
Der Ort wurde zum ersten Mal 1208 als villa Buczlai schriftlich erwähnt. Das Dorf gehörte zu den Geschlechtern Bohuslaviczky und Maloveczky, im 18. Jahrhundert zu den Erdődys.
1784 zählte man 29 Häuser und 204 Einwohner, 1828 39 Häuser und 300 Einwohner, die überwiegend Bauern und Winzer waren. Gegen 1928 gab es einen Steinbruch sowie eine Ziegelei.

## Bevölkerung
| Jahr                | 1994 | 2004    | 2014    | 2024    |
| ------------------- | ---- | ------- | ------- | ------- |
| Anzahl der Personen | 913  | 947     | 908     | 915     |
| Unterschied         |      | +3,72 % | −4,11 % | +0,77 % |

| Jahr                | 2023 | 2024    |
| ------------------- | ---- | ------- |
| Anzahl der Personen | 940  | 915     |
| Unterschied         |      | −2,65 % |

Nach der Volkszählung 2011 wohnten in Trenčianske Bohuslavice 899 Einwohner, davon 854 Slowaken und je ein Bulgare, Kroate, Magyare, Mährer und Tscheche. 40 Einwohner machten keine Angabe. 704 Einwohner bekannten sich zur römisch-katholischen Kirche, 74 Einwohner zur evangelischen Kirche A. B., drei Einwohner zur griechisch-katholischen Kirche und ein Einwohner zur apostolischen Kirche; drei Einwohner war anderer Konfession. 60 Einwohner waren konfessionslos und bei 56 Einwohnern ist die Konfession nicht ermittelt.
Ergebnisse nach der Volkszählung 2001 (932 Einwohner):
| Nach Ethnie: - 97,75 % Slowaken - 1,39 % Tschechen - 0,11 % Roma | Nach Konfession: - 84,66 % römisch-katholisch - 7,40 % evangelisch - 4,08 % keine Angabe - 3,43 % konfessionslos - 0,43 % griechisch-katholisch |

## Sehenswürdigkeiten

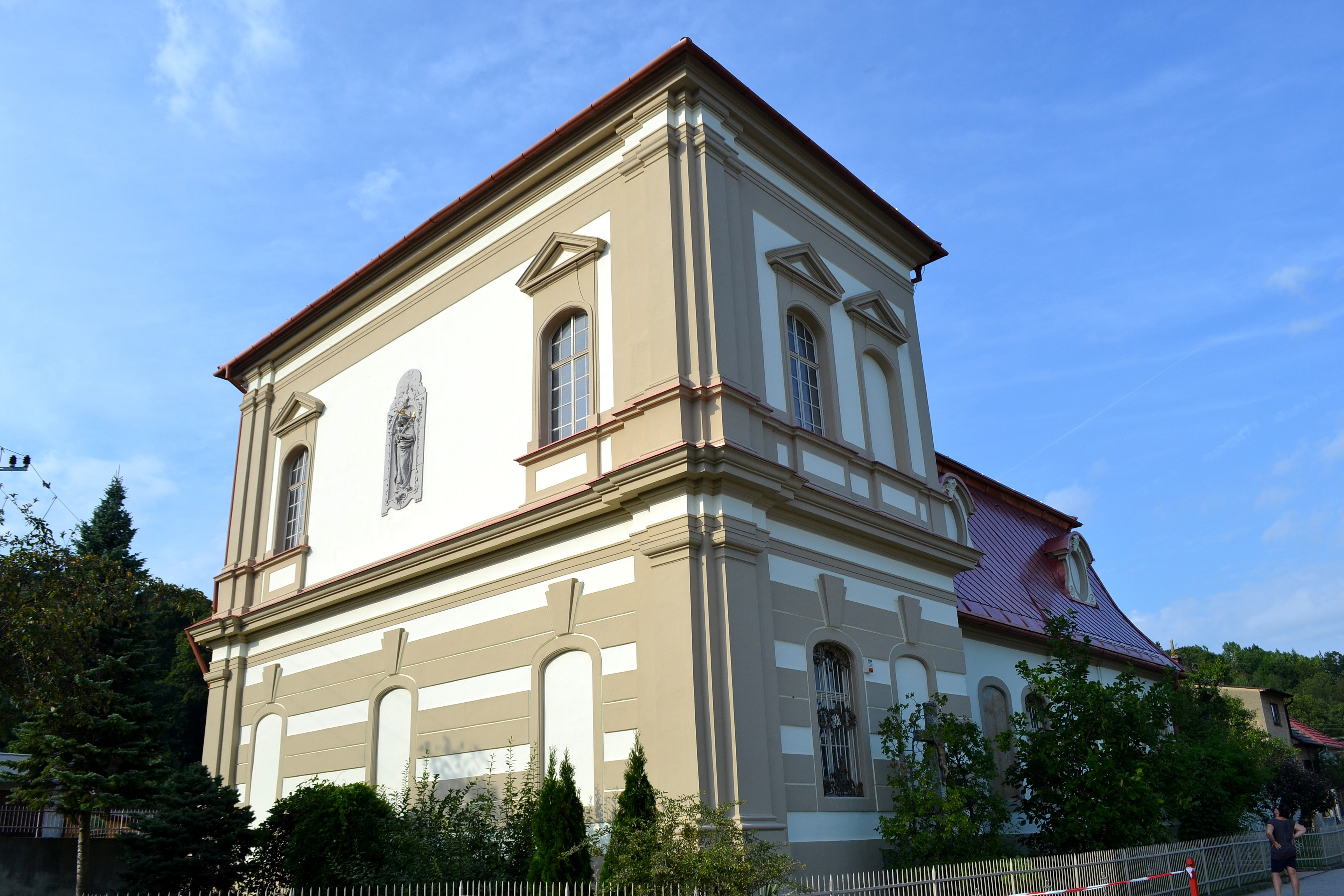

- Kapelle im Rokokostil aus den Jahren 1760–1763 mit Fresken von F. A. Maulbertsch